# Stadtbibliothek Dorsten

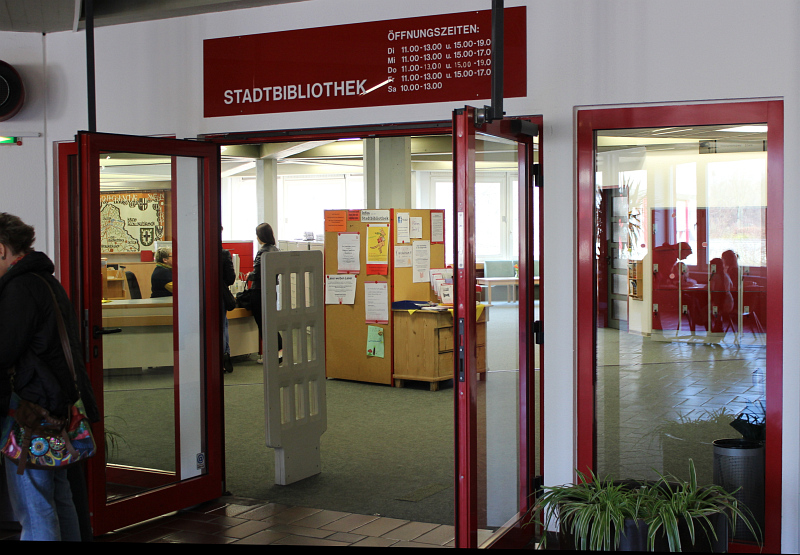
Eingang

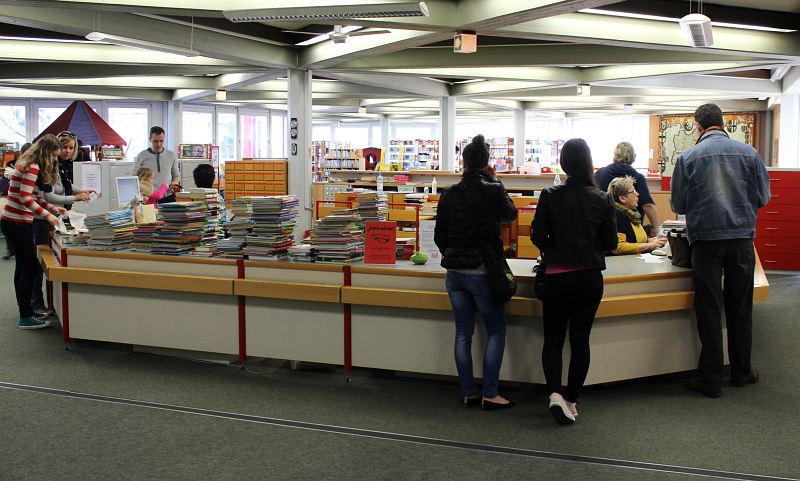
Verbuchungstheke

Die Stadtbibliothek Dorsten ist eine öffentliche Bibliothek der Stadt Dorsten (NRW). Sie befindet sich im Bildungszentrum Maria Lindenhof zwischen Lippe und Wesel-Datteln-Kanal.

## Geschichte
Im Jahr 1954 gegründet, hatte die Stadtbücherei seit 1957 als Standort den Rathausanbau auf Stelzen, der heute als Cornelia-Funke-Baumhaus genutzt wird. Die Schriftstellerin Cornelia Funke war als Kind und Jugendliche eine sehr eifrige Nutzerin der Bücherei.
1980 erfolgten die Umbenennung zur Stadtbibliothek und der Umzug in einen Neubau, der zusammen mit Volkshochschule und Stadtarchiv das Bildungszentrum Maria Lindenhof bildet, die Einführung der EDV für die Ausleihverbuchung, Einrichtung einer Artothek und Erweiterung des Medienangebotes um Schallplatten und Toncassetten.
Von 1984 bis 1993 versorgte ein Bücherbus entfernte Stadtteile und Wohngebiete am Stadtrand.
Bibliotheksleiter waren Karl-Heinz Lemm (1965–1966), Reinhart Zuschlag (1966–1979), Herbert Stöckle (1979–2008), Birgitt Hülsken (2008–).
Die Zweigstelle „Stadt- und Schulbibliothek Wulfen“ war von 1975 bis 2010 integrierte Stadtteilbibliothek für Wulfen und die Gesamtschule. Seit 2011 wird sie von der Schule mit städtischer Unterstützung und bürgerschaftlichem Engagement als „BiBi am See“ weitergeführt.

## Heute
Die Stadtbibliothek verfügt über 80.000 Bücher und Medien, die jährlich 350.000-mal ausgeliehen werden.
Seit 2013 wird die Bibliothek von einem Förderverein unterstützt.